# Sènons
|  | No s'ha de confondre amb Sèmnons. |

Els sènons (llatí Senones, grec Σένονες, Σέννονες o Σήνωνες) eren un poble gal de la Gàl·lia Transalpina que es va establir també a la Gàl·lia Cisalpina.

## A la Gàl·lia Transalpina
La seva zona dins la Gàl·lia Cèltica se situava al nord-oest dels hedus, de qui eren veïns. La seva capital es deia Agendicum (actual Sens), a la riba dreta del Yonne, un afluent del Sena. Plini el Vell i Claudi Ptolemeu els situen a la Lugdunense. Les seves ciutats, a part d'Agedincum, eren Autissiodurum (Auxerre) i Melodunum (Melun), a la vora del Sena, no gaire lluny de Lutècia i a tocar dels mandubis (Mandubii), que tenien per capital Alèsia, i dels lingons (Lingones). Juli Cèsar esmenta també la ciutat de Vellaunodunum en direcció al país dels carnuts. El territori dels sènons era pla en una major part, molt fèrtil, i produïa blat.
Els sènons estaven ben disposats a aliar-se amb Cèsar, probablement per por als seus veïns belgues. Juli Cèsar els va donar com a rei Cavarinus, però el poble el va expulsar al cap de poc, i quan el procònsol va ordenar al senat local la seva restauració, aquest va refusar.
A la reunió d'estats gals de l'any 53 aC que va convocar Cèsar, els sènons no hi van anar com tampoc els carnuts ni els trèvers. La reunió es va traslladar a Lutècia, no lluny del territori dels sènons. De Lutècia Juli Cèsar va entrar al país dels sènons sense dificultats. Els sènons va retrocedir, tot i que Acco un dirigent del seu poble, era el cap de la revolta i després d'una lluita no gaire llarga Acco va morir i probablement Cavarinus va tornar a ser instal·lat al tron. Cèsar va aquarterar sis legions a Sens durant l'hivern.
El 52 aC, els sènons van enviar dotze mil soldats a Alèsia, però després ja no van causar més problemes als romans. Un cap dels sènons, Drappes, va fer incursions a la Província al front d'un grup, però finalment va ser capturat i el van deixar morir de gana.

## A la Gàl·lia Cisalpina
Els sènons es varen establir també a la Gàl·lia Cisalpina, a la costa de la mar Adriàtica a la vora del riu Aesis (Esino) al nord d'Ancona, fins al riu Utis (Montone). La seva capital allà era Agedicum.
Conquerits pels romans després de la guerra contra el seu cabdill Britomaris, al territori dels sènons s'hi van establir dues colònies: Sena i Ariminum. Més tard les terres que restaven es van repartir entre els ciutadans romans en virtut d'una antiga llei agrària anomenada Flaminia que havia promulgat el tribú de la plebs Gai Flamini. El districte es va incloure a Úmbria.